# Barcza-kastély
A Barcza-kiskastély Pusztazámoron, Pest vármegyében található.
Az eredeti kastély a 18. században épült, amit a 19. században jelentősen átalakított a Barcza család, ekkor nyerte el mai formáját. A kastélyhoz tartozott egy több mint három hektáros szép park, ami több száz éves fáival ma védett terület. A második világháborút követően jelentősen romlott az állapota, működött benne iskola, óvoda, majd magánkézbe kerülvén újúlhatott meg az eredeti tervek alapján.